# سنگ‌چشم آفریقایی دم‌دراز
سنگ‌چشم آفریقایی دم‌دراز با نام علمی Lanius cabanisi پرنده‌ای از راستهٔ گنجشک‌سانان و از تیرهٔ سنگ‌چشمان آفریقایی است که در ساواناهای خشک تانزانیا، سومالی و کنیا می‌زید و غالباً آن را می‌توان در دسته‌هایی کوچک بر روی مکان‌هایی بلند همچون سیم‌های برق یا دکل‌های تلگراف مشاهده نمود.
از مشخصهٔ این پرنده دم بلند اوست که آن را با سرخوشی از یک سو به سوی دیگر تکان می‌دهد. همچنین جثهٔ تنومندتر و پشت خاکستری‌رنگ این پرنده آن را از سنگ‌چشم آفریقایی معمولی (Lanius collaris) متمایز می‌سازد.